# Casanovas Schwule Seite
Casanovas Schwule Seite ist eine im Jahre 2000 gegründete Punkrock-Band aus der Umgebung von Köln.
Sie besteht jeweils zur Hälfte aus Mitgliedern von Knochenfabrik (Claus, Hasan) und the Wohlstandskinder (Türk, Caddy). Merkmale ihrer Musik sind viele Gitarrensoli, der raue Gesang und die ironisch-trivialen und klischeebehafteten Texte. Es erschien bisher ein Album auf dem bekannten Punkrock-Label Vitaminepillen Records, wo auch Platten von Knochenfabrik bzw. Wohlstandskinder erschienen. Derzeit gibt die Band nur noch selten Konzerte, jedoch wird ihr größter Hit Höllenfeuerlicht auch von Bands wie Chefdenker (der aktuellen Band von Claus Lüer) oder Ausgang Ost gespielt.

## Diskografie
- 2002: Das Rock'n'Roll Imperium schlägt zurück (CD, Vitaminepillen Records; 2012 als LP bei Rockstar Records)
- 2013: Der Mann mit dem goldenen Knie (Single / 7″, Trillerfisch Records)